# Gynostemma intermedium
Gynostemma intermedium är en gurkväxtart som beskrevs av De Wilde och Duyfjes. Gynostemma intermedium ingår i släktet Gynostemma och familjen gurkväxter. Inga underarter finns listade i Catalogue of Life.